# 萨姆埃尔·布塔尔
萨姆埃尔·布塔尔（Samuel Boutal，1969年11月22日—），是已退役的法国职业足球运动员，曾经短暂在中国甲A联赛上海中远效力，被称为萨米拉，但是由于没有进球很快遭到解约。